# Campeonato Mundial de Esqui Estilo Livre de 2011 - Halfpipe feminino
A prova do halfpipe feminino do Campeonato Mundial de Esqui Estilo Livre de 2011 foi disputada no dia 5 de fevereiro em Wasatch Range nos Estados Unidos. Participaram 22 atletas de 11 países.

## Medalhistas
| Ouro                      | Prata           | Bronze              |
| Rosalind Groenewoud (CAN) | Jen Hudak (USA) | Keltie Hansen (CAN) |

## Resultados

### Qualificação
22 atletas participaram do processo qualificatório. Os 12 melhores avançaram para a final.
| Pos. | Bib | Atleta                     | Nacionalidade  | 1ª descida | 2ª descida | Melhor | Notas |
| ---- | --- | -------------------------- | -------------- | ---------- | ---------- | ------ | ----- |
| 1    | 10  | Jen Hudak                  | Estados Unidos | 44.30      | 42.90      | 44.30  | Q     |
| 2    | 9   | Brita Sigourney            | Estados Unidos | 43.00      | 19.20      | 43.00  | Q     |
| 3    | 12  | Keltie Hansen              | Canadá         | 37.40      | 42.70      | 42.70  | Q     |
| 4    | 1   | Rosalind Groenewoud        | Canadá         | 41.40      | 37.60      | 41.40  | Q     |
| 5    | 11  | Devin Logan                | Estados Unidos | 37.60      | 41.10      | 41.10  | Q     |
| 6    | 18  | Sarah Burke                | Canadá         | 39.00      | 37.00      | 39.00  | Q     |
| 7    | 3   | Katrien Aerts              | Bélgica        | 34.60      | 35.90      | 35.90  | Q     |
| 8    | 19  | Emi Matsuura               | Japão          | 31.80      | 31.90      | 31.90  | Q     |
| 9    | 21  | Emma Lonsdale              | Reino Unido    | 31.80      | 30.50      | 31.80  | Q     |
| 10   | 15  | Anais Caradeux             | França         | 28.80      | 31.30      | 31.30  | Q     |
| 11   | 20  | Mirjam Jaeger              | Suíça          | 30.10      | 24.90      | 30.10  | Q     |
| 12   | 17  | Manami Mitsuboshi          | Japão          | 18.90      | 28.40      | 28.40  | Q     |
| 13   | 4   | Tiril Sjaastad Christensen | Noruega        | 27.80      | 14.20      | 27.80  |       |
| 14   | 24  | Katie Summerhayes          | Reino Unido    | 26.00      | 14.60      | 26.00  |       |
| 15   | 14  | Jessica Cumming            | Estados Unidos | 24.00      | 23.00      | 24.00  |       |
| 16   | 7   | Daniela Bauer              | Áustria        | 21.90      | 22.10      | 22.10  |       |
| 17   | 23  | Nina Rusten Andersen       | Noruega        | 17.20      | 20.40      | 20.40  |       |
| 18   | 5   | Katia Griffiths            | Espanha        | 19.80      | 7.10       | 19.80  |       |
| 19   | 25  | Rose Battersby             | Nova Zelândia  | 3.00       | 3.70       | 3.70   |       |
| 20   | 2   | Virginie Faivre            | Suíça          |            |            | DNS    |       |
| 21   | 22  | Grete Eliassen             | Noruega        |            |            | DNS    |       |
| 22   | 26  | Reyes Santa-Olalla         | Espanha        |            |            | DNS    |       |

### Final
Os 12 atletas disputaram no dia 5 de fevereiro a final da prova.
| Pos.              | Bib | Atleta              | Nacionalidade  | 1ª descida | 2ª descida | Melhor | Notas |
| ----------------- | --- | ------------------- | -------------- | ---------- | ---------- | ------ | ----- |
| Medalha de ouro   | 1   | Rosalind Groenewoud | Canadá         | 43.90      | 44.70      | 44.70  |       |
| Medalha de prata  | 10  | Jen Hudak           | Estados Unidos | 24.80      | 42.10      | 42.10  |       |
| Medalha de bronze | 12  | Keltie Hansen       | Canadá         | 38.80      | 32.0       | 38.80  |       |
| 4                 | 18  | Sarah Burke         | Canadá         | 37.0       | 38.3       | 38.3   |       |
| 5                 | 11  | Devin Logan         | Estados Unidos | 19.80      | 35.80      | 35.80  |       |
| 6                 | 9   | Brita Sigourney     | Estados Unidos | 35.10      | 19.50      | 35.10  |       |
| 7                 | 20  | Mirjam Jaeger       | Suíça          | 33.30      | 34.20      | 34.20  |       |
| 8                 | 3   | Katrien Aerts       | Bélgica        | 30.80      | 29.40      | 30.80  |       |
| 9                 | 19  | Emi Matsuura        | Japão          | 28.90      | 30.20      | 30.20  |       |
| 10                | 17  | Manami Mitsuboshi   | Japão          | 29.50      | 16.60      | 29.50  |       |
| 11                | 21  | Emma Lonsdale       | Reino Unido    | 27.70      | 28.70      | 28.70  |       |
| 12                | 15  | Anais Caradeux      | França         | DNS        | DNS        | DNS    |       |

Legenda
| Recorde mundial       | Recorde mundial (World record)               |                       | Recorde africano                      | Recorde africano (African) |                                           | Q | Classificado por posição (Qualified) |
| Recorde do campeonato | Recorde do campeonato (Championship record)  | Recorde da América    | Recorde da América (Americas)         | q                          | Classificado por melhor tempo (Qualified) |   |                                      |
| Melhor marca do ano   | Melhor marca do ano (World leading)          | Recorde asiático      | Recorde asiático (Asian)              | DNS                        | Não largou (Did not start)                |   |                                      |
| Recorde nacional      | Recorde nacional (National record)           | Recorde europeu       | Recorde europeu (European)            | DNF                        | Não terminou (Did not finish)             |   |                                      |
| Recorde pessoal       | Recorde pessoal do atleta (Personal best)    | Recorde da Oceania    | Recorde da Oceania (Oceania)          | DSQ / DQ                   | Desclassificado (Disqualified)            |   |                                      |
| Recorde da temporada  | Recorde da temporada do atleta (Season best) | Recorde sul-americano | Recorde sul-americano (South America) | NM                         | Sem marca (No mark)                       |   |                                      |